# Pirnesjärvi
Pirnesjärvi är en sjö i Finland. Den ligger i kommunen Haapavesi i landskapet Norra Österbotten, i den centrala delen av landet, 500 km norr om huvudstaden Helsingfors. Pirnesjärvi ligger 127 meter över havet. Arean är 4,58 kvadratkilometer och strandlinjen är 12,14 kilometer lång. Sjön  ingår i Pyhäjoki älvs huvudavrinningsområde.   I omgivningarna runt Pirnesjärvi växer i huvudsak blandskog.